# Врач
Врач (ст.‑слав. врачь — «заклинатель, колдун, заговаривающий, волшебник», от однокоренных глаголов врать, ворча́ть), также до́ктор (лат. doctor — «учитель», от docēre — «учить») — специалист с высшим медицинским образованием, использующий свои навыки, знания и опыт в профилактике и лечении заболеваний, поддержании нормальной жизнедеятельности организма человека. Квалификация врача предусматривает обязательное наличие высшего медицинского образования и дополнительной профессиональной подготовки при наличии узкой специализации. Во многих государствах требуется разрешение местных органов власти на деятельность врача, либо соответствующая аккредитация (сертификация) на право медицинской деятельности, незаконное врачевание во многих странах влечёт уголовное наказание. В РФ, например, незаконная врачебная деятельность является уголовно наказуемым действием, в случае если такая деятельность стала причиной существенного вреда.
Основная работа практикующего врача заключается в предотвращении, распознании и лечении заболеваний и травм. Это достигается путём постоянного повышения квалификации и совершенствования врачебного мастерства, как то: исследование ряда взаимосвязанных фундаментальных, общих врачебных и специальных клинических дисциплин, опыт непосредственного общения с пациентом, его нуждами и страданиями.
Ветеринарный врач — лицо с высшим ветеринарным образованием, занимающееся профилактикой и лечением заболеваний животных. Зубной врач (в отличие от стоматолога) — имеет среднее медицинское образование. Область деятельности зубного врача приравнена к врачу-стоматологу общей практики.
Главный врач (в постсоветских странах) — руководитель лечебно-профилактического учреждения, лицо с высшим медицинским образованием и специализацией «организация здравоохранения». Играет ключевую роль в медицинских учреждениях.

## Образование слова
Слово «врач» — исконно славянское и образовано с помощью суффикса «-чь» и корневой основы [ВРа]. Vrač врач в хорватском, сербском, болгарском и др. языках — это «колдун, заклинатель, прорицатель, ворожей, знахарь»; в словенском — ещё и «священник, лекарь, врач».
Русское «врач» («лекарь») — это упрощение-локализация предшествующего древнеславянского широкого смысла — vrach («колдун, заклинатель, прорицатель, ворожей, знахарь, лекарь»)»; усечённое общеславянское vrach («колдун, …») и у обоих слов общая этимология.[уточнить]

## История
Профессия врача относится к одной из самых древних. Корни врачевания имеют тесную связь с мистикой, теологией, философией.

## Этические основы врачевания

### Клятва врача
Перед началом профессиональной деятельности российский врач клянётся соблюдать принципы, изложенные в «Клятве врача» (1999 г). «Клятва» содержит 8 этических принципов и обязательств. Врач является профессией, имеющей специальный раздел в УК РФ, описывающий профессиональные правонарушения.
Ранее существовали следующие клятвы:
- «Присяга врача Советского Союза» (1971 год, с 1983 года — с дополнением);
- «Факультетское обещание русских врачей» (конец XIX — начало XX веков) было полностью основано на христианских ценностях, оно призывало служить больному человеку, а не рассматривать его как средство для личной наживы[12];
- «Женевская декларация» (1948 год) принята Генеральной Ассамблеей Международной медицинской ассоциации, представляет собой современное переложение Гиппократовой «Клятвы». В 1949 году декларация вошла в «Международный кодекс медицинской этики».

Клятва Гиппократа является наиболее известной и древней профессиональной клятвой врача. «Клятва» содержит 9 этических принципов или обязательств:
- 1) обязательства перед учителями, коллегами и учениками,
- 2) принцип непричинения вреда (noli nocere),
- 3) обязательство оказания помощи больному (принцип милосердия),
- 4) принцип заботы о пользе больного и доминанты интересов больного,
- 5) принцип уважения к жизни и отрицательного отношения к эвтаназии,
- 6) принцип уважения к жизни и отрицательного отношения к абортам,
- 7) обязательство об отказе от интимных связей с пациентами,
- 8) обязательство личного совершенствования,
- 9) врачебная тайна (принцип конфиденциальности)[11].

В настоящее время клятва устарела, так как современная медицина допускает совершение абортов и хирургическое лечение каменной болезни, кроме того в оригинальной клятве врачу запрещалось лечить раба без согласия на то его хозяина.
Кроме того, в России существуют этические обязательства различных медицинских сообществ. Так, «Клятву православного врача» принимают члены Общества православных врачей Санкт-Петербурга имени святителя Луки (Войно-Ясенецкого).

### Медицинская этика
Занимаясь медицинской деятельностью, врач руководствуется:
- этическим кодексом российского врача (Кодекс врачебной этики РФ, утверждён 4-й Конференцией Ассоциации врачей России, ноябрь 1994; одобрен Всероссийским Пироговским съездом врачей 7 июня 1997 г.);
- этическими требованиями ассоциации, в которой состоит врач;
- международными нормами профессиональной этики, исключая, не признаваемое Ассоциацией врачей России, положение о допустимости пассивной эвтаназии:
  - «Международным кодексом медицинской этики»;
  - «Всеобщей Декларацией о биоэтике и правах человека» ЮНЕСКО (2005 г.).

Медицинская этика исследует понятия о врачебном долге (деонтология), о заболеваниях и их осложнениях, связанных с действиями медицинского персонала (ятрогениями).
В обязанностях врача состоит хранить врачебную тайну — обусловленное юридическими нормами и этическими мотивами требование к представителям врачебной профессии не оглашать сведений, касающихся состояния здоровья, личной или семейной жизни больных, сведений, ставших известными мед. работникам в силу их профессии, в силу особого доверия, оказываемого обычно лицам врачебной профессии со стороны пациентов в расчёте, что всё доверяемое не найдёт дальнейшей огласки.
Российский закон формулирует врачебную тайну, как «Сведения о факте обращения гражданина за оказанием медицинской помощи, состоянии его здоровья и диагнозе, иные сведения, полученные при его медицинском обследовании и лечении».

### Врачебная деонтология
Деонтология, как часть этики — наука о врачебном долге.
Деонтология не может предоставить какую-либо значимую определённость по многим вопросам сегодняшнего дня и многовековой давности (например по этическим аспектам абортов, эвтаназии, сокрытия информации, экспериментам в лечении больных).
Бурное развитие биомедицинских технологий, активно вторгающихся в жизнь современного человека от рождения до смерти, а также невозможность решения возникающих при этом нравственных проблем в рамках традиционной медицинской этики — вызывают серьёзную озабоченность общества.

## Социальная роль
Врач традиционно пользуется особым статусом в любом обществе, и к нему предъявляются высокие этические и правовые требования.
Социальный статус врача в России противоречив. Следует признать несоответствие уровня квалификации и напряжённости труда к величине материального вознаграждения. Так, врачи часто работают сверх установленных норм по времени и объёму, по негибкому графику, а зарабатывают меньше, чем другие специалисты, чьё образование сопоставимо по продолжительности и сложности.
Принято считать, что «настоящий» врач является эталоном для широкой общественности в вопросах не только охраны здоровья (должен, к примеру, не курить, не употреблять алкогольные напитки, вести активный образ жизни, правильно питаться), но и морали. Существует мнение, что врач должен быть всецело предан делу Медицины, милосерден, требователен к себе, скромен в быту и потребностях, трезв в оценках, проявлять силу духа и решительность в сложных жизненных ситуациях.
Медицина, как отрасль человеческой деятельности, занимает совершенно особое место потому, что наука в ней сочетается с ценностями, то есть подходом, не имеющим ничего общего с наукой. В основе врачебного подхода — сострадание, однако сострадание не означает сентиментальность. Это творческая отзывчивость на страдание пациента и его положение. Отклик достаточно творческий, чтобы подвигнуть врача к действию, основанному на уважении к конкретному человеку и значительности этого человека.

## Проблемы врачей в России

### Участковый терапевт
Свидетельства успешности последних реформ системы здравоохранения, предполагавшей ускорить и повысить качество медицинской помощи пациентам посредством деятельности участковых терапевтов, отсутствуют, и в то же время существуют факты говорящие против их практической полезности. Участковый терапевт после глубокой ревизии модели Семашко, сделанной в годы застоя (в 1970-х годах) был значительно понижен в статусе и перестал быть врачом общей практики. Вместо этого участковый терапевт получил бо́льшую нагрузку по количеству пациентов и фактически превратился в диспетчера, направлявшего больного или к «узким» специалистам, или на госпитализацию. Врач потерял чувство ответственности за больного разделяемого между многими специалистами, пациент остался в «подвешенном» состоянии, в результате снизилась квалификация, упал профессиональный интерес, престиж и в целом качество обслуживания пациентов, возник вопрос полезности их финансирования. Терапевт утерял интерес к пациенту вследствие бумажной волокиты и громоздкой отчётности, уменьшавших время приёма пациента:
- необходимость рутинного заполнения больничных листов, справок и иных документов;
- требования финансовой отчётности, в том числе о выдаче лекарств по льготным рецептам;
- ежемесячная выдача одинаковых рецептов хроническому больному, не имеющему нужды в совете лечащего врача.

Предлагаемые решения проблемы:
- возложение части бюрократии на дополнительных работников (в свою очередь повышает траты на его содержание);
- использование программного обеспечения.

2. Вопрос о медико-экономических стандартах.
Бытует мнение, что существующие стандарты лечения — причина следующих проблем:
- ограничение учёта индивидуальности пациента;
- малый спектр стандартного выбора лекарств и методов терапии;
- «закоснение» клинического мышления врача.

Эти проблемы — следствие «дефекта» существующей социальной политики. Ряд врачей предлагают принятие новых регламентирующих документов.
Некоторые врачи считают, что суть врачебной профессии и заключается в выполнении выработанных стандартов, которые существуют сейчас почти на все случаи медицинской практики. «Стандарты защищают больного от гениальности врача». Иные медики полагают, что в России врачей, следующих этим стандартам, ничтожно мало.
Тем не менее, врачи едины в том, что полностью исключать стандарты в медицине — неразумно, и мало кто сомневается в необходимости их существования.
3. Ограничение необходимых лабораторных и технических возможностей для правильной диагностики и соответствующего лечения.
4. Забвение активных визитов, т. н. «стационаров на дому», осложняет отслеживание клиники заболеваний и в целом лишает терапевта возможности детально отслеживать его состояние.
5. Разлад преемственности между взаимосвязанными медицинскими учреждениями:
- «недоведение» до поликлиник результатов обследования пациента;
- неполучение эпикриза больного, госпитализированного в плановом порядке.

6. Ограничение времени приёма пациентов. Решение проблемы: увеличить время приёма первичного больного до 30 минут, повторного до 15 минут.
Российские медики имеют свой профессиональный праздник, отмечаемый в 3-е воскресенье июня — День медицинского работника и отмечаемый в 1-й понедельник октября — Международный день врача.

### Средства массовой информации (СМИ)
Российские СМИ регулярно устраивают «познавательные» шоу о магии, гадании, сглазе и порче и т. п. В передачах отсутствует мнение медиков или психологов на обсуждаемую проблему, либо оно излагается крайне коротко. Регулярность показов таких шоу подпитывает предубеждённость у населения в полезности разного рода «целителей», а также мотивирует отказ от врачебной помощи, что, в свою очередь, может быть критическим в ряде заболеваний.
От влияния СМИ здоровье населения падает, медицина теряет актуальность. Последствия такого влияния лечат настоящие врачи.
Также одной из проблем, связанных с СМИ, является несоответствие заявленного и реального уровня доходов, оснащённость медицинских работников и учреждений. Несмотря на популярный национальный проект «Здоровье», уровень заработной платы 2/3 медработников с высшим образованием начинается с 4000 рублей.

### Фальсификация лекарств
Статистика успешного лечения с использованием фальсифицированных лекарственных средств отсутствует. Фальсификаты, имея в лучшем случае эффект, сравнимый с плацебо, а в худшем — смертельный, подрывают доверие пациента к специалистам и к медицине в целом. Их широкая популярность производителями, относительная дешевизна и отсутствие достоверной информации о полезности лекарственного препарата, бесконтрольность фактического производства веществ, в сумме являются факторами, усиливающими недоверие к медицине. Отсутствие ожидаемого эффекта от применения медикамента может заставить пациента усомниться в эффективности фармакотерапии. Фальсификация лекарственных препаратов снижает доверие пациента и врача, наносит финансовый и физический ущерб, ставит под удар здоровье пациента фактической отсрочкой его лечения, что противоречит целям работы врача.

## Нумизматика
12 октября 2020 года Банк России выпустил в обращение памятную монету номиналом 25 рублей «Памятная монета, посвящённая самоотверженному труду медицинских работников».